# Синиця рудочерева
Синиця рудочерева (Melaniparus rufiventris) — вид горобцеподібних птахів родини синицевих (Paridae). Мешкає на півдні Центральної Африки.

## Опис
Довжина птаха становить 15 см. Голова, груди, крила і хвіст чорні, спина сіра, нижня частина тіла руда. На крилах білі плями. Очі жовті, у молодих птахів карі.

## Підвиди
Виділяють три підвиди:
- M. r. rufiventris (Barboza du Bocage, 1877) — від півдня Республіки Конго і ДР Конго до центральної Анголи і центральної Замбії;
- M. r. masukuensis (Shelley, 1900) — південний схід ДР Конго, східна Замбія, Малаві;
- M. r. diligens (Clancey, 1979) —південна Ангола, північна Намібія, південно-західна Замбія і північно-західна Ботсвана.

## Поширення і екологія
Рудочереві синиці живуть в сухих саванах, сухих тропічних лісах і міомбо. Зустрічаються на висоті від 600 до 2000 м над рівнем моря.